# Arthur Finger
Pour les articles homonymes, voir Finger.
Arthur Finger (né le 18 janvier 1898 à Thorn et mort le 27 janvier 1945 à Tschenstochau) est un Generalmajor allemand qui a servi au sein de la Heer dans la Wehrmacht pendant la Seconde Guerre mondiale.
Il a été récipiendaire de la croix de chevalier de la croix de fer. Cette décoration est attribuée pour récompenser un acte d'une extrême bravoure sur le champ de bataille ou un commandement militaire avec succès.

## Biographie
Arthur Finger est tué le 27 janvier 1945 près de Tschenstochau en Pologne durant l'offensive de Vistula–Oder.

## Décorations
- Croix de fer (1914)
  - 2e classe
  - 1re classe
- Croix d'honneur
- Agrafe de la croix de fer (1939)
  - 2e classe
  - 1re classe
- Médaille du Front de l'Est
- Croix de chevalier de la croix de fer
  - Croix de chevalier le 16 novembre 1943 en tant que Oberst et commandant du Artillerie-Regiment 306[1]